# World Qualifying Series 1992
Le World Qualifying Series 1992 est la 1re édition du circuit Qualifying Series qui constitue la ligue d'accès à l'élite mondiale du surf, le World Championship Tour.

## Calendrier des épreuves
| Date                   | Compétition                        | Site                         | Étoile | Vainqueur        |
| ---------------------- | ---------------------------------- | ---------------------------- | ------ | ---------------- |
| 03–05 janvier          | City Beach Pro                     | Surfers Paradise, Australie  | 2      | Nicky Wood       |
| 25–26 janvier          | Peak/Surf Rock Pro                 | North Narrabeen, Australie   | 1      | Martin Potter    |
| 01–04 février          | Florianópolis Pro                  | Praia da Joaquina, Brésil    | 2      | Jojó de Olivença |
| 07–09 février          | Brasil Surf Open                   | Praia de Torres, Brésil      | 1      | Flávio Padaratz  |
| 13–17 février          | Bud Surf Tour                      | Steamer Lane, États-Unis     | 2      | Todd Miller      |
| 19–24 février          | Tabletes Valda Surf Pro            | Barra da Tijuca, Brésil      | 2      | Ricardo Tatuí    |
| 28–29 février          | HIC Rusty Pro                      | Banzai Pipeline, Hawaï       | 1      | Vetea David      |
| 12–15 mars             | Bud Surf Tour                      | Pismo Beach, États-Unis      | 2      | Chris Brown      |
| 24–29 mars             | Margaret River Masters             | Margaret River, Australie    | 3      | Tom Carroll      |
| 01–5 avril             | Newcastle City Pro                 | Newcastle, Australie         | 2      | Damien Hardman   |
| 8–12 avril             | Drug Offensive CleanWater Classic  | Manly Beach, Australie       | 2      | Rob Bain         |
| 16–20 avril            | Sea Club Surf                      | Praia Grande, Brésil         | 2      | Dadá Figueiredo  |
| 17–19 avril            | Bear International Dentyne Classic | Durban, Afrique du Sud       | 1      | Michael Burness  |
| 27–28 avril            | Levi's Pro                         | North Narrabeen, Australie   | 1      | Mike Parsons     |
| 14–17 mai              | Bud Surf Tour                      | Lowers Trestles, États-Unis  | 2      | Shane Beschen    |
| 20–25 mai              | Bud Surf Tour                      | Imperial Beach, États-Unis   | 2      | Rob Machado      |
| ?–? juin               | Bud Surf Tour                      | Huntington Beach, États-Unis | 2      | Rob Machado      |
| 08–14 juin             | Town & Country/O'Neill Pro         | Kuhio Beach, Hawaï           | 1      | Sunny Garcia     |
| 12–14 juin             | Brave New World O'Neill Pro        | Seaside Heights, États-Unis  | 1      | Todd Holland     |
| 16–22 juin             | Bud Surf Tour                      | Oceanside, États-Unis        | 2      | Jeff Booth       |
| 20–21 juin             | Seaside Fiesta Surfari Open        | New Smyrna Beach, États-Unis | 1      | Baron Knowlton   |
| 03–05 juillet          | Hot Tuna Surfing Event             | Fistral Beach, Angleterre    | 1      | Mark Occhilupo   |
| 10–12 juillet          | Schick Open                        | Cape Town, Afrique du Sud    | 1      | Davey Stolk      |
| 21–26 juillet          | Bud Surf Tour                      | Surfrider Beach, États-Unis  | 2      | Todd Prestage    |
| 27–28 juillet          | PFA Classic                        | Saint Leu, La Réunion        | 1      | Shane Powell     |
| 07–09 août             | Tensai Princess and Briel          | Viana do Castelo, Portugal   | 3      | Mark Bannister   |
| 28–30 août             | East Coast Surfing Championships   | Virginia Beach, États-Unis   | 2      | Matt Kechele     |
| 05–07 septembre        | Ron Jon National Kidney Foundation | Cocoa Beach, États-Unis      | 1      | Danny Melhado    |
| ?–? septembre          | Pukas Pro                          | Zarautz, Espagne             | 2      | Sunny Garcia     |
| 21–27 septembre        | Bud Surf Tour                      | Seaside Reef, États-Unis     | 2      | Richie Collins   |
| ?–?                    | Marui/Surfin' Life Qualifying      | Hebara Beach, Japon          | 2      | Sunny Garcia     |
| 06–11 octobre          | Miyazaki Qualifying                | Miyazaki, Japon              | 1      | Sunny Garcia     |
| 09–11 octobre          | Seaway Classic                     | Porto de Galinhas, Brésil    | 2      | Júlio Adler      |
| 15–18 octobre          | Bud Tour Surf Championships        | Ocean Beach, États-Unis      | 2      | Shane Beschen    |
| 15–18 octobre          | Alternativa WQS                    | Barra da Tijuca, Brésil      | 1      | Sérgio Noronha   |
| 28 octobre–01 novembre | Hang Loose Pro                     | Guarujá, Brésil              | 3      | Nicky Wood       |
| 31 octobre–01 novembre | Gotcha Haloween Pro/Am             | New Smyrna Beach, États-Unis | 1      | Matt Kechele     |
| 04–08 novembre         | Sea Club Final Heat                | Praia da Joaquina, Brésil    | 3      | Michael Barry    |
| 04–05 novembre         | Xcel Pro                           | Sunset Beach, Hawaï          | 1      | Sunny Garcia     |
| 12–15 novembre         | Bud Surf Tour                      | Ventura, États-Unis          | 2      | Shane Beschen    |
| 17–25 novembre         | Wyland Galleries Hawaiian Pro      | Alii Beach, Hawaï            | 3      | Sunny Garcia     |
| 07–17 décembre         | Hard Rock Cafe World Cup           | Sunset Beach, Hawaï          | 5      | Martin Potter    |

## Classements
| Position | Surfeur         | Points |
| -------- | --------------- | ------ |
| 1er      | Flávio Padaratz | 8 420  |
| 2e       | Vetea David     | 7 110  |
| 3e       | Shane Beschen   | 7 105  |
| 4e       | Sunny Garcia    | 6 575  |
| 5e       | Nicky Wood      | 6 555  |
| 6e       | Richie Collins  | 6 530  |
| 7e       | Fábio Gouveia   | 6 445  |
| 8e       | Rob Machado     | 6 040  |
| 9e       | Taylor Knox     | 6 030  |
| 10e      | Barton Lynch    | 6 013  |
| 11e      | Simon Law       | 5 980  |
| 12e      | Chris Brown     | 5 955  |
| 13e      | Jeff Booth      | 5 905  |
| 14e      | Rob Bain        | 5 845  |
| 15e      | Glen Winton     | 5 840  |
| 16e      | Michael Barry   | 5 800  |

## Victoires par nation
| Place | Pays                | ***** | *** | ** | *  | Total |
| ----- | ------------------- | ----- | --- | -- | -- | ----- |
| 1     | Royaume-Uni         | 1     | 0   | 0  | 1  | 2     |
| 2     | Australie           | 0     | 4   | 4  | 2  | 10    |
| 3     | Hawaï               | 0     | 1   | 2  | 3  | 6     |
| 4     | États-Unis          | 0     | 0   | 10 | 5  | 15    |
| 5     | Brésil              | 0     | 0   | 4  | 2  | 6     |
| 6     | Afrique du Sud      | 0     | 0   | 0  | 2  | 2     |
| 7     | Polynésie française | 0     | 0   | 0  | 1  | 1     |
| Total |                     | 1     | 5   | 20 | 15 | 41    |